# Gustav von Faltzburg
Gustav von Faltzburg, född 25 november 1650 i Stettin, död 11 oktober 1719 i Stockholm, var en svensk friherre, jurist, landshövding och ordförande i Wismarska tribunalet.

## Biografi
Gustav von Faltzburg föddes 1650 i Stettin. Han var son till Johann von Faltzburg och Anna Eleonora Hagemeister (1623–1660). von Faltzburg blev 1673 student vid leipzig universitet och 1676 hovjunkare. Han blev 15 februari 1687 assessor i exekutionskommissionen och 2 december 1688 assessor i Svea hovrätt. von Faltzburg blev 15 april 1696 vice preisdent i Svea hovrätt och 6 augusti 1701 landshövding i Kronobergs län. Han adlades 30 augusti 1710 tillsammans med sin bror Axel von Faltzburg till friherre Faltzburg och introducerades 1719 i Sveriges riddarhus som nummer 120. von Faltzburg utsågs 11 november 1710 till president i Wismarska tribunalet. Han avled 1719 i Stockholm och begravdes i Sankt Nicolai kyrka, Nyköping, där hans vapen sattes upp.

### Familj
von Faltzburg var gift med Christina Skyttehielm (1660–1734), dotter av kammarrådet Joakim Skyttehielm och Catharina Riese. De fick tillsammans barnen Juliana von Faltzburg (född 1685), Gustaf von Faltzburg (född 1685), överstelöjtnanten Johan Joakim von Faltzburg (1686–1753) vid Upplands regemente, Catharina Eleonora von Faltzburg (1688–1748) som var gift med landshövdingen Gustaf Fredrik Rothlieb, Juliana von Faltzburg (1689–1758) som var gift med majoren Zakarias Rehnberg, löjtnanten Gustaf von Faltzburg (född 1691) och Axel von Faltzburg (född 1694).